# André Bruel
Pour les articles homonymes, voir Bruel.
André Bruel, né le 9 mars 1894 à Saint-Sylvain-d'Anjou et mort le 28 novembre 1978 à Angers, est un éditeur, relieur, bibliophile, écrivain et poète français.

## Biographie
André Bruel a fait ses études secondaires au lycée David-d'Angers à Angers. Il prépare au lycée Lakanal de Sceaux à l'École normale supérieure à Paris. Mobilisé au cours de la Première Guerre mondiale, il est grièvement blessé à Verdun en 1917. Après la guerre, il se voit dans l'obligation d'interrompre les hautes études qu'il ambitionnait de terminer.
Il devient relieur en 1919 en épousant Juliette Légal dont les parents sont installés rue Plantagenet à Angers depuis de nombreuses années sous l'enseigne Legal-Thiberge. C'est ainsi qu'il se spécialise dans la reliure d'art. En 1926, après un stage chez le doreur parisien Jules Domont, il prend la succession de son beau-père. Le 39, rue Plantagenet devient l'atelier Bruel-Légal.   
Il est l'auteur d'un ouvrage, Les Carnets de David d'Angers (Plon 1958), sur le célèbre sculpteur angevin, de plusieurs plaquettes sur les coutumes de la province d'Anjou et d'une œuvre consacrée à l'écrivain patoisant Marc Leclerc parue au lendemain de la disparition du créateur des Rimiaux d'Anjou, dont le plus connu demeure La passion de notre frère le poilu.
André Bruel fonda ensuite les Éditions du Bibliophile angevin dont il fut le directeur et qui devinrent les Éditions André Bruel.  
En 1923, André Bruel créa la Guilde des artistes angevins. L'illustrateur Jean-Adrien Mercier y adhéra aussitôt et travailla pour les Éditions du Bibliophile angevin en illustrant de gravures sur bois l'ouvrage L'Entarr'ment du père Taugourdeau de Marc Leclerc.  
André Bruel est chevalier de la Légion d'honneur et président de l'Académie des sciences, belles-lettres et arts d'Angers. 
Il repose au cimetière de l'Est à Angers.
La bibliothèque municipale d'Angers possède un fonds André Bruel riche de 600 volumes sur l’histoire de l’Anjou et l’art de la reliure dans les années 1920-1960.
Une rue de la ville porte son nom, ainsi qu'une rue de Saint-Sylvain-d'Anjou.

## Éditeur
Les Éditions du Bibliophile angevin qu'il créa, devenues par la suite les Éditions André Bruel, publièrent bon nombre d'ouvrages sur le patrimoine historique angevin et les traditions de l'Anjou, notamment les livres des écrivains angevins Auguste Pinguet et Marc Leclerc.
À l'occasion de ses nombreuses activités culturelles, André Bruel se lia d'amitié avec Roland Dorgelès, René Bazin, Maurice Genevoix, Colette dont il devient le relieur attitré, l'écrivaine Claude Chauvière, le prince angevin des gastronomes Curnonsky, Alfred Machard, Paul Géraldy.

### Auteurs édités par André Bruel

#### Auguste Pinguet
- Le Cantique de la mer, Angers, Éditions André Bruel, 1928.
- Le Bibliophile, portrait et caractère, pour une dame qui les avait demandés, Angers, Éditions André Bruel, 1928.
- Les Champs et la Ville, poème, Angers, Éditions André Bruel, 1928.
- Œuvres. Poèmes. 1910-1930, Angers, Éditions André Bruel, 1930.
- De la plastique dans la poésie angevine, Angers, Éditions la Guilde des artistes angevins, 1930.
- Le Jardin des quatrains, Angers, Éditions André Bruel, 1931.
- Chloé à la tourterelle, conte simple et vrai, Angers, Éditions André Bruel, 1931.
- Les Lassitudes. L'Oasis, Angers, Éditions André Bruel, 1932.

#### Marc Leclerc
- L'Entarr'ment du père Taugourdeau, Angers, Éditions André Bruel, 1923.
- L'Anthologie du Sacavin ou Recueil des plus Excellents Propos et Discours (Vers et Prose) qu'inspira le Glorieux, Subtil et Généreux Vin d'Anjou à nos Auteurs Angevins de tous les Temps et à quelques autres, Angers, Éditions André Bruel, 1925.
- La Légende de Saint Fort, Angers, Éditions André Bruel, 1933.
- Notre boule angevine, Angers, Éditions André Bruel, 1930.